# Heidi Game

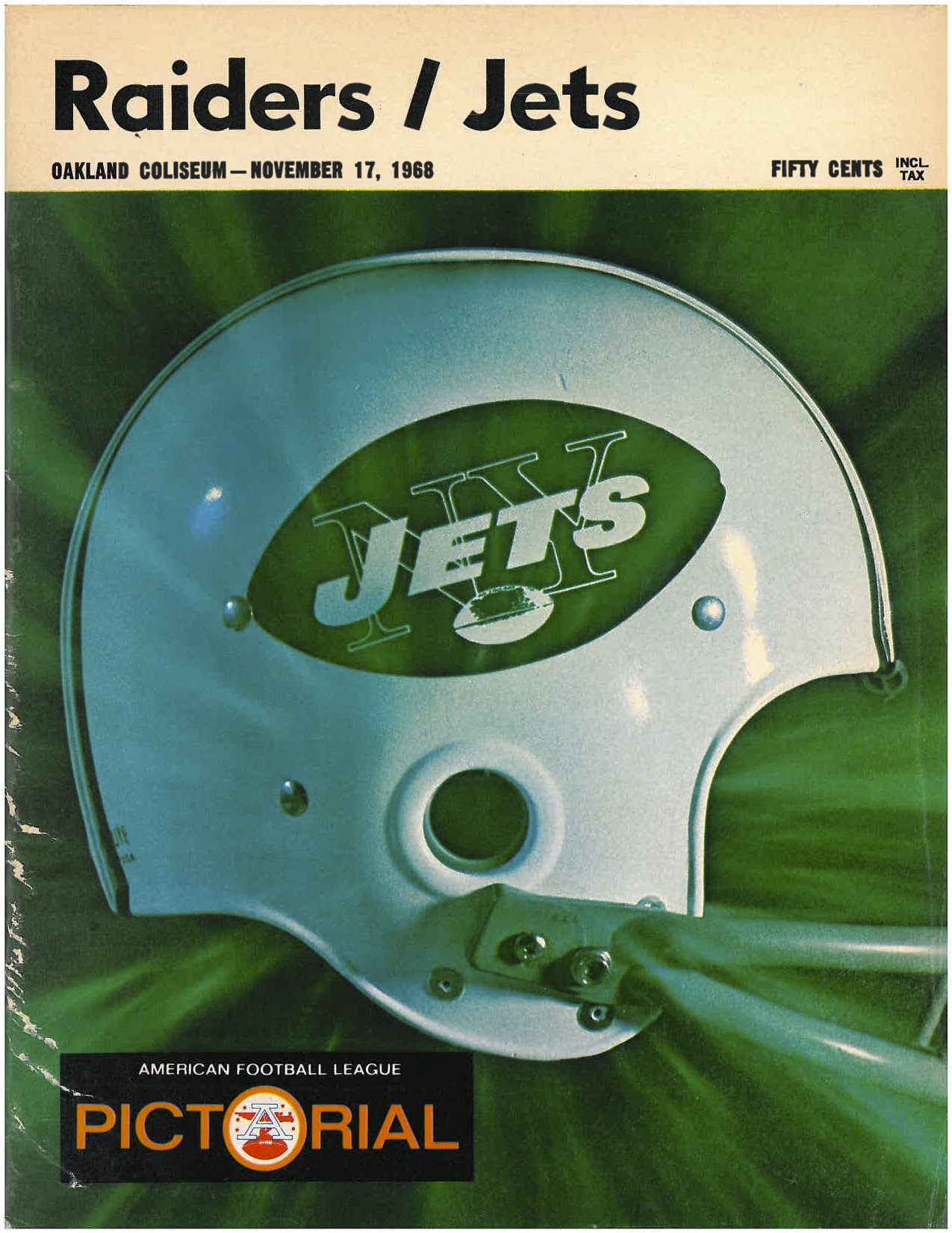
Programme du Heidi Game.

Le Heidi Game (« match Heidi ») ou Heidi Bowl est un match de football américain joué le 17 novembre 1968. L'équipe à domicile, les Raiders d'Oakland, bat les Jets de New York, 43-32 . Le match est connu pour sa fin exceptionnelle car la franchise d'Oakland marque deux touchdowns — soit 14 points — dans la dernière minute pour remonter l'avance de la franchise de New York. Le match a pris le nom de « Heidi » parce que la National Broadcasting Company (NBC) a, de manière controversée, coupé la diffusion pour y mettre le téléfilm Heidi (1968) à 19 h alors que les Jets sont encore en tête.
À la fin des années 1960, peu de matchs de football professionnel prennent plus de deux heures et demie pour être joués et le créneau horaire télévision réservé de trois heures pour ce match Raiders-Jets devait être adéquat. Toutefois, dans ce cas, un score élevé entre les deux équipes rivales de l'American Football League, avec un nombre important de blessures et de pénalités, allonge la durée du match. Bien que les dirigeants de NBC se rendent rapidement compte qu'à l'approche de 19 h, le match devait continuer à être diffusé et donc le téléfilm reporté, ils ont beaucoup de mal à mettre en œuvre leur décision et sont incapables de joindre leur service à cause d'une surcharge du standard provoquée par de nombreux appels de renseignements sur la coupure programmée de l'événement sportif. En conséquence, le changement n'a pas pu être communiqué et le téléfilm a commencé comme prévu, coupant les derniers instants du match dans l'est des États-Unis, indignant les téléspectateurs qui ont raté deux touchdowns d'Oakland.
Le Heidi Game conduit à un changement dans la façon dont le football professionnel est diffusé à la télévision et, depuis, les matchs sont diffusés jusqu'à leur conclusion. Cette mauvaise expérience a également imposée que les responsables des télévisions s'assurent que leur personnel soit bien en mesure de communiquer entre eux dans des circonstances similaires, notamment via des téléphones spéciaux (surnommés les « téléphones Heidi ») passant sur des commutateurs téléphoniques distincts. En 1997, le Heidi Game a été reconnu le match de saison régulière le plus mémorable dans l'histoire du football américain professionnel.